# La Cape
La Cape är en kulle i Schweiz. Den ligger i distriktet Riviera-Pays-d'Enhaut och kantonen Vaud, i den sydvästra delen av landet, 60 km sydväst om huvudstaden Bern. Toppen på La Cape är 1 460 meter över havet.